# Sojuz TM-19
La Sojuz TM-19 è stata la 19ª missione diretta verso la stazione spaziale russa Mir.

## Equipaggio
| Ruolo                  | Equipaggio al lancio                          | Equipaggio all'atterraggio                    |
| ---------------------- | --------------------------------------------- | --------------------------------------------- |
| Comandante             | Jurij Malenčenko, Roscosmos Mir 16 Primo volo | Jurij Malenčenko, Roscosmos Mir 16 Primo volo |
| Ingegnere di volo      | Talğat Musabaev, Roscosmos Mir 16 Primo volo  | Talğat Musabaev, Roscosmos Mir 16 Primo volo  |
| Cosmonauta Ricercatore | —                                             | Ulf Merbold, ESA Terzo volo                   |

### Equipaggio di riserva
| Ruolo             | Equipaggio                      | Equipaggio                      |
| ----------------- | ------------------------------- | ------------------------------- |
| Comandante        | Aleksandr Viktorenko, Roscosmos | Aleksandr Viktorenko, Roscosmos |
| Ingegnere di volo | Elena Kondakova, Roscosmos      | Elena Kondakova, Roscosmos      |

## Parametri della missione
- Massa: 7.150 kg
- Perigeo: 202 km
- Apogeo: 222 km
- Inclinazione: 51,6°
- Periodo: 1 ora, 28 minuti e 30 secondi